# Villa Elisa (Córdoba)
Villa Elisa es una localidad situada en el departamento Marcos Juárez, provincia de Córdoba, Argentina.
Las rutas más cercanas son al norte la RN 9, a 22,5 km, al sur la RN 6 a 19 km y al este la RP 12 17 km de la comuna y a 260 km de la Ciudad de Córdoba. 
Villa Elisa es Comuna desde 1993 siendo la más pequeña del Departamento Marcos Juárez.
Cuenta con un centro de salud, destacamento de policial, campo de doma, plaza y espacios verdes. 
En su ejido se emplaza la escuela de enseñanza primaria Victoria Ocampo fundada en 1934.
La principal actividad económica es la agricultura seguida por la ganadería.
La fiesta patronal es el 30 de agosto, en honor a Santa Rosa de Lima.

## Población
Cuenta con 33 habitantes (Indec, 2022), lo que representa un incremento del 26.92% frente a los 26 habitantes (Indec, 2010) del censo anterior.
| Gráfica de evolución de Villa Elisa entre 2001 y 2022 |
|                                                       |

## Historia
Villa Elisa se formó alrededor de 1935 cuando el Señor Virginio Pepi dona tierras de su propiedad para la conformación de una pequeña localidad la cual le da el nombre de "Elisa" en honor a Elisa de Pepi, su ya fallecida esposa. 
- Datos: Q6162142